# Salpesia bimaculata
Salpesia bimaculata là một loài nhện trong họ Salticidae.
Loài này thuộc chi Salpesia. Salpesia bimaculata được Eugen von Keyserling miêu tả năm 1883.